# Enkelvoudig Verdrag inzake verdovende middelen
Het Enkelvoudig Verdrag inzake verdovende middelen (EV) is een verdrag dat op 13 december 1964 onder de auspiciën van de Verenigde Naties van kracht werd. Het is het eerste van drie VN-verdragen die de handel in, en toezicht op, verdovende middelen regelt en wordt aangevuld door het Verdrag inzake psychotrope stoffen van 1971 en het Verdrag van de Verenigde Naties tegen de sluikhandel in verdovende middelen en psychotrope stoffen van 1988.
Het verdrag kwam tot stand naar aanleiding van een resolutie van 3 augustus 1948 van de Economische en Sociale Raad van de Verenigde Naties (ECOSOC). In die resolutie constateerde ECOSOC de versplintering en de complexiteit van vele, destijds geldende, anti-drugsverdragen en riep de raad op om alle voorgaande verdragen te vervangen door één enkelvoudig verdrag. Pas tien jaar later, in 1958, besloot ECOSOC om een conferentie dienaangaande te organiseren. De conferentie vond uiteindelijk in 1961 in New York plaats. De algemene verplichtingen staan opgesomd in artikel 4 van het Enkelvoudig Verdrag. Het verplicht de partijen om alle wetgevende en administratieve maatregelen te nemen die nodig zijn voor de uitvoering van het verdrag, inclusief de samenwerking met andere staten. Daarnaast verplichten de partijen zich om de 'produktie, de vervaardiging, de uit- en invoer, de afgifte van, de handel in, het gebruik en het bezit van verdovende middelen uitsluitend tot geneeskundige en wetenschappelijke doeleinden te beperken.' De verdovende middelen die onder het verdrag vallen zijn onderverdeeld in vier lijsten, elk met een eigen controlesysteem. Daarnaast werden er door het verdrag twee organen opgericht, namelijk het Internationale Comité van Toezicht op verdovende middelen (Engels: International Narcotics Control Board, INCB) en de Commissie voor verdovende middelen (Engels: Commission on Narcotic Drugs, CND). Deze twee organen spelen ook een rol bij de uitvoering van latere verdragen inzake verdovende middelen. Het EV heeft als hoofddoel de regulering van de legale handel van verdovende middel. Daarvoor bevat het verdrag enkele administratieve verplichtingen, een strafrechtelijke sanctie en de verplichting dat illegale handel via het strafrecht moet worden bestreden. In het Verdrag tegen de sluikhandel in verdovende middelen en psychotrope stoffen van 1988 wordt aan deze laatste verplichting concreet gestalte gegeven.

## Oudere verdragen
In artikel 44 is geregeld dat het verdrag enkele eerdere verdragen inzake verdovende middelen vervangt, namelijk: het Internationaal Opiumverdrag van 1912, de Overeenkomst nopens de vervaardiging van, de binnenlandse handel in en het gebruik van bereid opium, het Internationaal Opiumverdrag van 1925, het Verdrag tot beperking van de vervaardiging en tot regeling van de distributie van verdovende middelen, de Overeenkomst nopens het toezicht op het opiumschuiven in het Verre-Oosten, het Protocol tot wijziging van de Overeenkomsten, Verdragen en Protocollen inzake verdovende middelen het Protocol tot het onder internationaal toezicht brengen van verdovende middelen welke buiten de werking vallen van het Verdrag van 13 juli 1931, het Protocol tot beperking en regeling van de verbouw van de papaver, alsmede van de produktie van, de internationale handel en groothandel in, en het gebruik van opium. Daarnaast vervangt het verdrag artikel 9 van het Verdrag tot onderdrukking van de sluikhandel in verdovende middelen.

## In Nederland
In Nederland heeft het verdrag voornamelijk voor veel politieke beroering over het te voeren drugsbeleid gezorgd. Het verdrag zelf biedt staten namelijk weinig beleidsruimte om een eigen koers te varen. Daar waar het verdrag enige beleidsruimte lijkt te bieden, verplicht het gelijk om wel via optredend handelen te reageren. Artikel 36 biedt wel aan de verdragspartijen de mogelijkheid om zelf een omschrijving van de strafbare feiten te kiezen. Nederland heeft nadrukkelijk van deze mogelijkheid gebruik gemaakt bij het wijzigen van de Opiumwet.